# Miriam Dalmazio
Miriam Dalmazio (Palermo, 14 settembre 1987) è un'attrice italiana.

## Biografia
Ultima di quattro fratelli, palermitana cresciuta nel quartiere Noce, si è diplomata al Centro sperimentale di cinematografia di Roma e ha iniziato a recitare nella soap opera Agrodolce.  Ma anche come comparsa nella serie di Rai Fiction del 2006, Capri. 
Dopo aver preso parte in ruoli minori ad alcune produzioni televisive, ottiene la prima parte di un certo rilievo nella fiction Che Dio ci aiuti, dove interpreta – nella prima, seconda e terza stagione – la timida e impacciata dottoressa Margherita Morbidelli, una ragazza di provincia trasferitasi nel convitto gestito da Suor Angela per motivi di studio. Dal 2022 è tra gli attori principali di Studio Battaglia mentre nel 2025 ha il primo ruolo da protagonista nella serie Rai Costanza. 

## Filmografia

### Cinema
- Giorgione da Castelfranco, sulle tracce del genio, regia di Antonello Bellucco (2010)
- Sole a catinelle, regia di Gennaro Nunziante (2013)
- Che strano chiamarsi Federico, regia di Ettore Scola (2013)
- Una donna per amica, regia di Giovanni Veronesi (2014)
- Maldamore, regia di Angelo Longoni (2014)
- Maraviglioso Boccaccio, regia di Paolo e Vittorio Taviani (2015)
- Caffè, regia di Cristiano Bortone (2016)
- Il mio corpo vi seppellirà, regia di Giovanni La Parola (2021)
- Appunti di un venditore di donne, regia di Fabio Resinaro (2021)

### Televisione
- Capri – serie TV (2006)
- Agrodolce – serial TV (2008-2009)
- Distretto di Polizia – serie TV, 1 episodio (2010)
- Come un delfino – serie TV (2011)
- Che Dio ci aiuti – serie TV (2011-2017)
- Il paese delle piccole piogge, regia di Sergio Martino – film TV (2012)
- Sposami, regia di Umberto Marino – miniserie TV, 6 puntate (2012)
- Il commissario Montalbano – serie TV, episodio 10x01 (2016)
- Squadra mobile - Operazione mafia capitale – serie TV (2017)
- Il cacciatore – serie TV (2018-2021)
- La vita promessa – serie TV (2018-2020)
- I Medici (Medici) – serie TV (2018)
- La stagione della caccia - C'era una volta Vigata, regia di Roan Johnson – film TV (2019)
- Leonardo – serie TV, episodi 1x03-1x04-1x05 (2021)
- Anna – miniserie TV, puntate 3-4 (2021)
- Studio Battaglia – serie TV (2022-2024)
- Rocco Schiavone – serie TV, 7 episodi (2023, 2025)
- Costanza – serie TV (2025)